# Notenallergie
Notenallergie is een vrij vaak voorkomende allergie voor nootvruchten. Voor mensen met een primaire notenallergie kan de blootstelling aan zeer kleine hoeveelheden, of sporen van nootfragmenten (bijvoorbeeld via kruisbesmetting van andere (nootvrije) producten in een fabriek bij de voedselverwerking) ernstige anafylactische reacties veroorzaken. Een primaire allergie betekent dat men allergisch is voor een eiwit dat erg specifiek is voor dat bepaalde voedingsmiddel. Men kan ook een kruisallergie ontwikkelen voor noten doordat men allergisch is voor berkenstuifmeel. In dit geval spreekt men ook wel van het paraberksyndroom of het oraal allergie syndroom. Deze kruisreacties berusten op een PR10 eiwit, namelijk Bet v1. Bet v1 is een majeur berkenpollenallergeen. In noten, en ook in andere plantaardige voedingsmiddelen zijn gelijkaardige eiwitten aanwezig. In geval van een kruisallergie vergist het immuunsysteem zich doordat de PR10-eiwitten in berkenpollen en noten een zekere homologie vertonen. Doorgaans zijn kruisallergieën mild van aard (jeuk in de mond en keel, zwelling van de lippen), behalve in het geval van hazelnoot. Een kruisallergie voor hazelnoot kan zich manifesteren in een ernstige allergische reactie en zelfs anafylaxie indien in grotere hoeveelheden genuttigd. 
Pinda is in tegenstelling tot wat velen denken geen noot maar een peulvrucht. Een allergie voor een of meerdere noten hoeft niet te betekenen dat men ook allergisch is voor pinda. Wel bevat pinda ook PR10-eiwitten en kan er een kruisallergie met de berkenpollen ontstaan. De allergie voor pinda's is het algemeenst, ongeveer 1 op de 50 jonge kinderen worden getroffen door een vorm van pinda-allergie. Vroeger adviseerden allergologen om pinda te vermijden op jonge leeftijd teneinde een allergie voor pinda op die manier te vermijden. In 2015 verscheen er een belangrijke publicatie in de NEJM waarin duidelijk werd dat een vroege introductie van pinda in de voeding juist preventief werkt. Peuters die aan pinda werden blootgesteld op jonge leeftijd hadden minder kans op een pinda-allergie op latere leeftijd.
In Australisch onderzoek leidde het (gedurende anderhalf jaar) dagelijks nemen van een probioticum met Lactobacillus rhamnosus bij 82% van de behandelde kinderen tot het verdwijnen van de pinda-allergie, tegenover 4% in de placebogroep. Deze kinderen bleven gedurende de vier jaar dat ze gevolgd werden volledig vrij van symptomen en konden gewoon weer pinda's eten. Van hen doorstond 70% een test die tolerantie voor pinda's op de lange termijn meet.